# Ike (miniserial)
Ike, cunoscut și sub numele de Ike: The War Years, este un miniserial de televiziune din 1979 despre viața lui Dwight D. Eisenhower, concentrându-se mai ales pe perioada în care era Comandant Suprem în Europa în timpul celui de-Al Doilea Război Mondial. Scenariul, scris de Melville Shavelson⁠(d), a fost bazat pe memoriile lui Kay Summersby⁠(d) din 1948, Eisenhower Was My Boss și pe autobiografia ei din 1975, Past Forgetting: My Love Affair.
Regizat de Boris Sagal și Melville Shavelson⁠(d), în rolurile principale au interpretat Robert Duvall ca Eisenhower și Lee Remick ca Summersby. Monteurii John Woodcock și Bill Lenny⁠(d) au câștigat un premiu Eddie pentru munca lor, iar serialul a avut cinci nominalizări la premiile Emmy.

## Distribuție
- Vernon Dobtcheff : Gen. Charles de Gaulle
- Robert Duvall : general. Dwight D. Eisenhower
- Terence Alexander : Gen. Arthur Tedder
- Dana Andrews : Gen. George C. Marshall
- Bonnie Bartlett : Mamie Eisenhower
- Whit Bissell : Amiral
- William Boyett : Gen. Ward Hoffenberg
- K. Callan : Doamna Westerfield
- JD Cannon : Gen. Walter Bedell Smith
- David de Keyser : Marshall Field Sir Alan Brooke
- Lee Remick : Kay Summersby